# Gioele Dix
Gioele Dix (* 3. Januar 1956 in Mailand als David Ottolenghi) ist ein italienischer Schauspieler, Komiker, Regisseur und Drehbuchautor.

## Leben und Wirken
Gioele Dix wuchs in Mailand auf und hat jüdische Vorfahren.
Seine Karriere als Schauspieler begann Ende der 1970er-Jahre an verschiedenen Theatern in Mailand, wo er in zahlreichen Theaterstücken wie beispielsweise in Ein Sommernachtstraum auftrat. Später stand er an zahlreichen Theatern in Musicals, Kabarett-Programmen und Varieté-Shows auf der Bühne. Seit 1983 hat er als Schauspieler bislang in mehr als 30 Film- und Fernsehproduktionen vor der Kamera gestanden.
Er tritt als Stand-up-Comedian bei Theateraufführungen und in vielen Fernsehsendungen im italienischen Fernsehen auf. Zudem ist er als Drehbuchautor für Fernsehformate aktiv und übernahm bislang bei einem Spielfilm die Regie.
Er lebt in Rom.

## Filmografie (Auswahl)
- 1990: Tracce di vita amorosa
- 1992: Per non dimenticare
- 1993: Tre passi nel delitto
- 1995: Bidoni
- 1995: Olimpo Lupo, cronista di nera
- 1996: Uno di noi
- 2001: Se fossi in te
- 2002: Cerco lavoro
- 2006: A voce alta
- 2007: Tutti i rumori del mondo
- 2014: Confusi e felici
- 2018: Sono Tornato